# Trarza

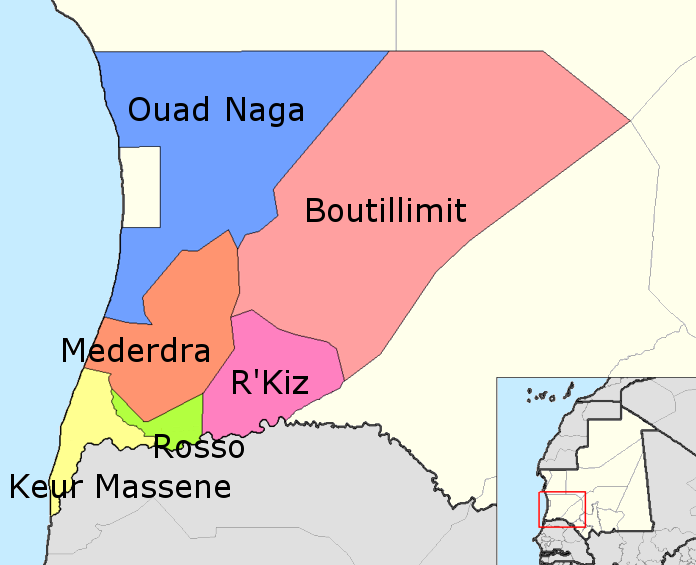
Départements in Trarza

Trarza (arabisch ولاية الترارزة, DMG Wilāyat at-Tarāriza) ist eine Verwaltungsregion im Südwesten des westafrikanischen Landes Mauretanien.
Die Hauptstadt der Verwaltungsregion und eines der sechs untergegliederten Distrikte (Rosso) ist Rosso, die Namen der übrigen Distrikte lauten ebenfalls nach ihren Hauptorten:
- Boutilimit (Boutilimit)
- Keur Macène (Keur Macène)
- Mederdra (Mederdra)
- Ouad Naga (Ouad Naga)
- R’Kiz (R’Kiz)

Trarza grenzt im Norden an die Verwaltungsregionen Inchiri und Adrar, im Osten an Brakna, im Süden an den Senegal und im Westen an den Atlantischen Ozean und die Hauptstadt Nouakchott.
Die Bevölkerungszahl der Region hat in den Jahren 2000 bis 2023 von 268.220 auf 323.903 Einwohner zugenommen.

## Geschichte
Der Kernbereich des vorkolonialen Emirats Trarza fällt etwa mit der heutigen Verwaltungsregion zusammen. Es bestand aus einem Zusammenschluss mehrerer Bani Hassan-Stämme, die zu den Bidhans gehören. Im 18. Jahrhundert reichte ihr Einfluss weiter nach Norden entlang der Küste bis Arguin, im Nordosten bis zum Bergland von Adrar und im Osten bis zum Emirat von Brakna in der gleichnamigen heutigen Verwaltungsregion.
Die Einnahmen des wohlhabenden Emirats wurden vor allem durch den Handel mit Gummi arabicum erzielt, das von Verek-Akazien geerntet wird.